# Ованесов, Гурген Павлович
Гурген Павлович Ованесов (20 июля [2 августа] 1909, Бакинская губерния — 9 октября 1993, Москва) — советский хозяйственный, государственный и политический деятель, доктор геолого‑минералогических наук. Почётный нефтяник СССР.

## Биография
Родился 20 июля (2 августа) 1909 года в селе Кирк.
Член КПСС. С 1929 года — на хозяйственной, общественной и политической работе. В 1929—1946 годах — студент Азербайджанского нефтяного института, инженер-геолог в Азербайджанской ССР, геолог треста по разведке Прикуринской низменности и Кировабадского района, главный геолог объединения «Башнефть».
За исследование и освоение новых нефтеносных месторождений был в составе коллектива удостоен Сталинской премии 2-й степени 1943 года.
Умер 9 октября 1993 года в Москве.

## Награды
- Почётный нефтяник СССР;
- Сталинская премия 2-й степени (1943) — за исследование и освоение новых нефтеносных месторождений был в составе коллектива удостоен.